# بوین پرینس
بـِوین پرینس (انگلیسی: Bevin Prince؛ زادهٔ ۲۳ سپتامبر ۱۹۸۲) یک هنرپیشه اهل ایالات متحده آمریکا است.
از فیلم‌ها یا مجموعه‌های تلویزیونی که وی در آن‌ها نقش داشته‌است می‌توان به دکتر هاوس (۲۰۰۷) و کدبانوهای وامانده (۲۰۰۹) اشاره نمود.